# Türju
Türju is een plaats in de Estlandse gemeente Saaremaa, provincie Saaremaa. De plaats heeft de status van dorp (Estisch: küla) en telt 21 inwoners (2021).
Tot in oktober 2017 lag Türju in de gemeente Torgu. In die maand ging Torgu op in de fusiegemeente Saaremaa.
Türju ligt aan de westkust van het schiereiland Sõrve, onderdeel van het eiland Saaremaa.

## Geschiedenis
De plaats werd in 1744 voor het eerst genoemd onder de naam Tuirgo. Ze lag later op het landgoed Torgu.
In 1977 werd Türju bij het buurdorp Laadla gevoegd. In 1997 werd het weer een zelfstandig dorp.
In 1953 kreeg Türju een vuurtoren, die Loode tuletorn (‘noordwestelijke vuurtoren’) wordt genoemd. De toren is 15 meter hoog en werkt sinds 1996 op wind- en zonne-energie. De lamp bevindt zich op 19 meter boven zeeniveau.